# Орк'ярве (природний заповідник)
Природний заповідник О́рк'ярве (ест. Orkjärve looduskaitseala) — природоохоронна територія в Естонії, у волості Сауе повіту Гар'юмаа.

## Основні дані
KKR-код: KLO1000249
Загальна площа — 1154,5 га, площа водойм становить 8,8 га.
Заповідник утворений 7 липня 2005 року.

## Розташування
Природоохоронний об'єкт розташовується на землях, що належать селам Ауде, Вілумяе, Табара та Яаніка.
Територія заповідника входить до складу природної області Орк'ярве (Orkjärve loodusala), що включена до Європейської екологічної мережі Natura 2000.

## Мета створення
Заповідна територія створена для охорони верхового болота та заболочених лісів Орк'ярве, біоценозу низинного болота Війзусоо, а також рідкісних і захищених видів флори та фауни.
Метою створення заповідника є збереження 8 типів природних оселищ:
| Код   | Тип оселища                                                                 | Площа, га |
| ----- | --------------------------------------------------------------------------- | --------- |
| 3160  | Природні дистрофні озера та стави                                           | 9         |
| 7110* | Активні верхові (оліготрофні) болота                                        | 230       |
| 7140  | Перехідні трясовини та сплавини                                             | 200       |
| 7210* | Карбонатні низинні болота з видами Cladium mariscus та Caricion davallianae | 12        |
| 7230  | Лужні низинні болота                                                        | 259       |
| 9010* | Західна тайга                                                               | 8         |
| 9080* | Феноскандійські листопадні заболочені ліси                                  | 178       |
| 91D0* | Заболочені ліси                                                             | 72        |

У заповіднику охороняється глушець (Tetrao urogallus), що належить до II охоронної категорії (Закон Естонії про охорону природи).
На заповідній території зростають охоронювані види рослин: зозулині черевички справжні (Cypripedium calceolus) та естонський підвид сосюреї альпійської (Saussurea alpina ssp. esthonica), які належать відповідно до II та III охоронних категорій.

## Зони заповідника
| Назва                   | Назва              | Тип                   | Загальна площа, га | Площа водойм, га | Категорія МСОП | Координати                                                           |
| ----------------------- | ------------------ | --------------------- | ------------------ | ---------------- | -------------- | -------------------------------------------------------------------- |
| болото Ауде             | Aude soo skv.      | зона цільової охорони | 267,9              |                  | IV             | 59°8′58″ пн. ш. 24°15′36″ сх. д. / 59.14944° пн. ш. 24.26000° сх. д. |
| болото Війзу            | Viisu soo skv.     | зона цільової охорони | 134,2              |                  | IV             | 59°8′7″ пн. ш. 24°17′35″ сх. д. / 59.13528° пн. ш. 24.29306° сх. д.  |
| верхове болото Орк'ярве | Orkjärve raba skv. | зона цільової охорони | 752,5              | 8,8              | Ib             | 59°8′37″ пн. ш. 24°13′16″ сх. д. / 59.14361° пн. ш. 24.22111° сх. д. |

## Водні об'єкти
- Природне озеро Лаанемаа[14]
- Жертовне джерело на території, що належить селу Табара (59°8′54″ пн. ш. 24°13′13″ сх. д. / 59.14833° пн. ш. 24.22028° сх. д.)[15]

## Галерея

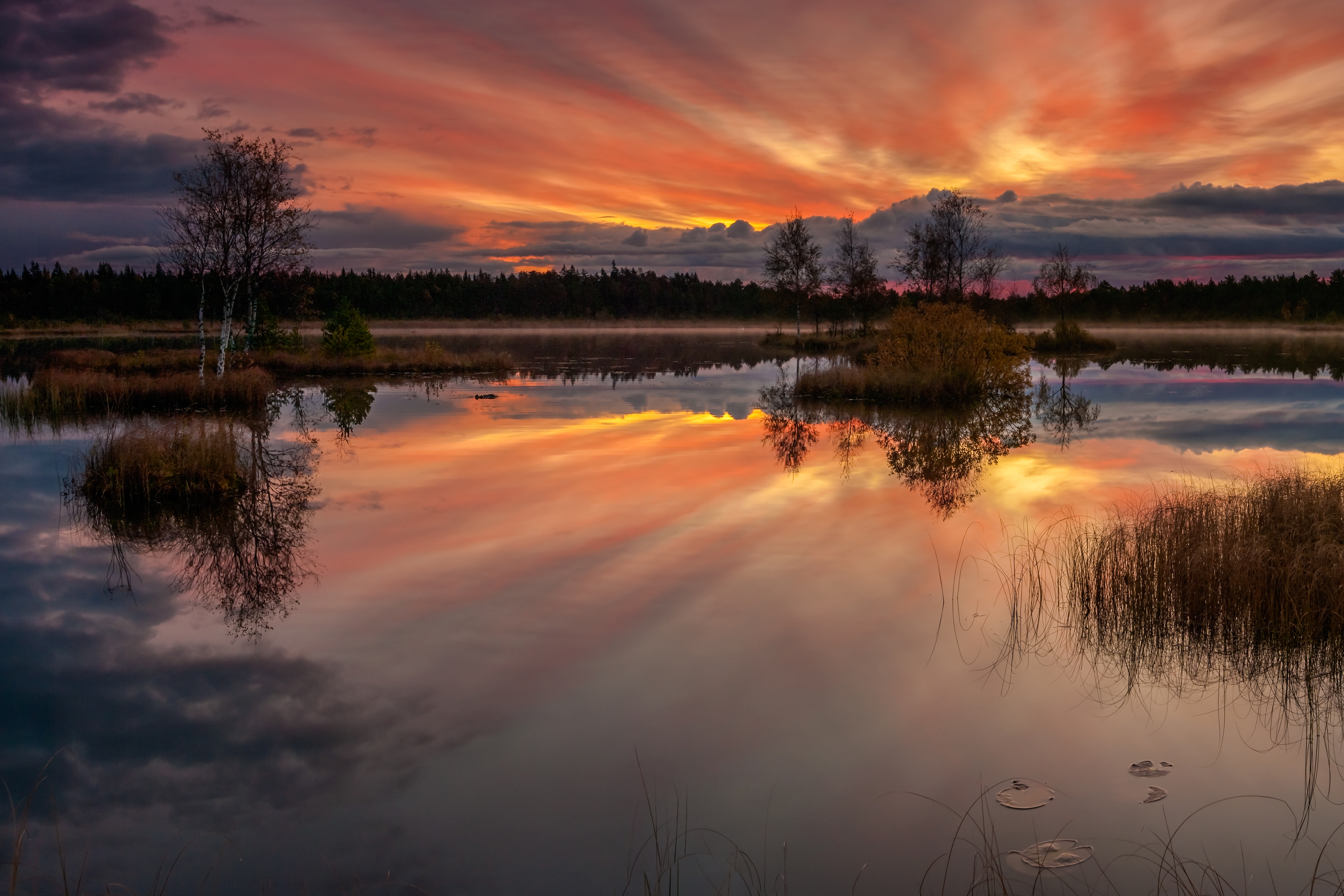
Озеро Лаанемаа
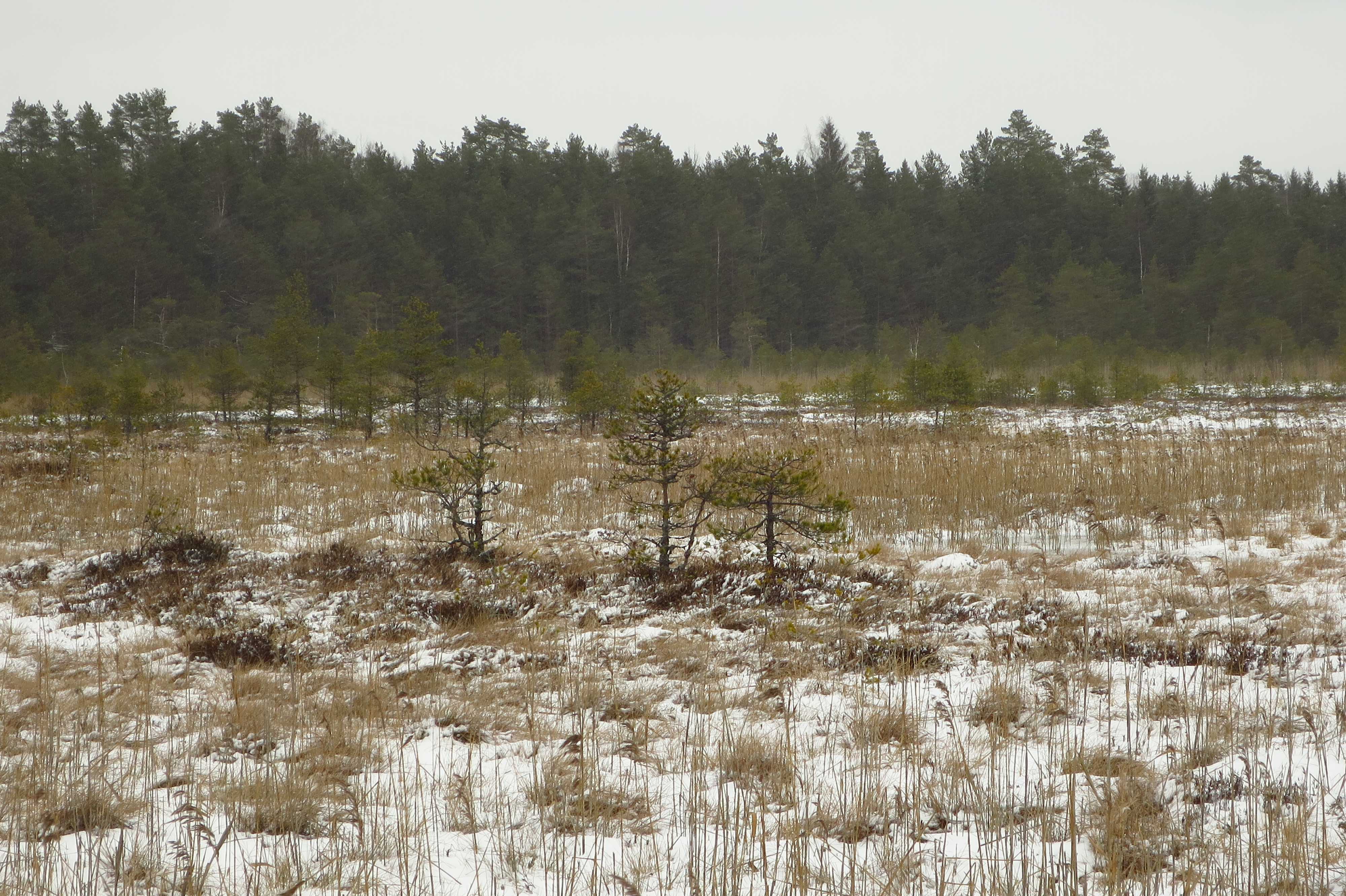
Верхове болото Орк'ярве взимку
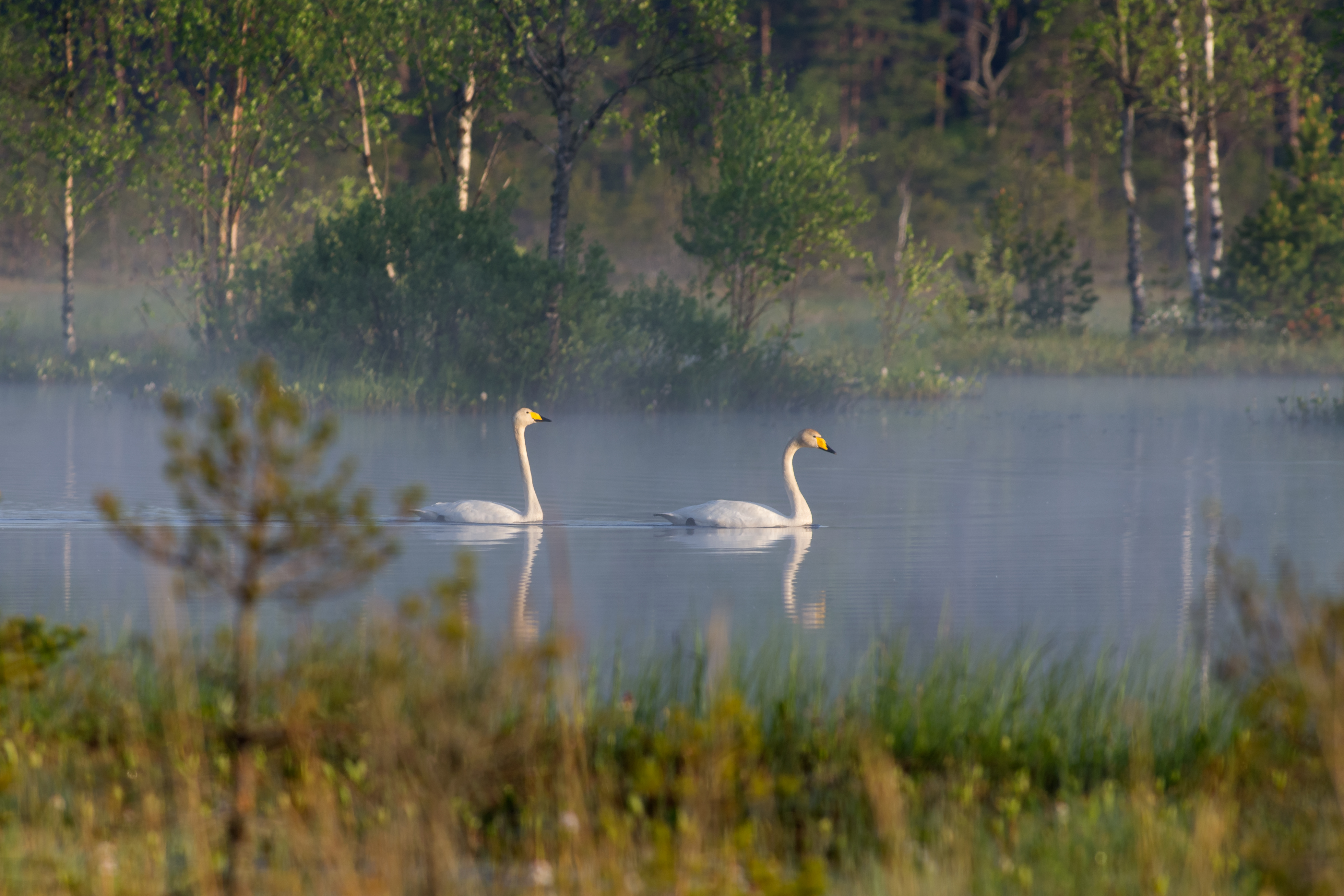
Лебідь-кликун у заповіднику